# Rhodostrophia rubrifasciata
Rhodostrophia rubrifasciata là một loài bướm đêm trong họ Geometridae.